# 広木宿
広木宿（ひろきじゅく）は、武蔵国那賀郡広木村、川越児玉往還にあった宿場。現在の埼玉県児玉郡美里町の広木地区にあたる。
『新編武蔵風土記稿』の「広木村」には、「当所は川越通、信州岩村田宿への通路にして榛沢郡原宿へ2里寄居町へ2里半及び児玉郡八幡山町へ30町余の人馬の継立をなす」とある。

## 最寄り駅
- JR八高線 松久駅

## 史跡・みどころ
- さらし井 - 埼玉県指定旧跡[2]

## 隣の宿
川越児玉往還
小前田宿 - 広木宿 - 児玉宿
原宿村（小前田宿広木宿の間）
武蔵国榛沢郡原宿村（現深谷市武蔵野原宿交差点近辺）。前述の通り『新編武蔵風土記稿』の「広木村」には「当所は（中略）榛沢郡原宿へ2里（中略）人馬の継立をなす」とあり、同「原宿村」に「今も脇往還にて南は小前田村へ18町北の方広木村へ2里の行程にて少しく人馬の継送りをなせり」、同「小前田村」に「原宿（中略）等の数村へ又馬の継立をなせり」、とある。小前田村より古くから栄えたとされる。古鎌倉街道沿いに宿並みを成したのが名称の由来という。